# Cabin Crew
Cabin Crew is een Australisch duo bestaand uit Ben Garden en Rob Kittler, dat begin 2005 een hit scoort met "Star To Fall", een bewerking van "Waiting for a Star to Fall" van het duo Boy Meets Girl eind jaren 80, die op deze nieuwe versie ook zelf meezingen.

## Discografie

### Singles
| Single met eventuele hitnotering(en) in de Nederlandse Top 40 | Datum van verschijnen | Datum van binnenkomst | Hoogste positie | Aantal weken | Opmerkingen             |
| ------------------------------------------------------------- | --------------------- | --------------------- | --------------- | ------------ | ----------------------- |
| Star to fall                                                  | 15-3-2005             | 19-3-2005             | 15              | 8            | Dancesmash op Radio 538 |